# Royal Arctic Line
Royal Arctic Line A/S er et rederi med enekoncession til al søtransport af gods til og fra Grønland og mellem de grønlandske byer og bygder. Rederiet er således en livsnerve for det grønlandske samfund.
Royal Arctic Line A/S driver 13 havne i Grønland, og har en filial i Aalborg. Al koncessioneret søfragt til og fra Grønland går via Aalborg, eller via Reykjavik hvad angår gods fra Island, USA og Canada.
Rederiet ejer i dag 12 skibe, hvoraf ét sejler i fast linjefart mellem Grønland, Island, Færøerne og Skandinavien sammen med to islandske søsterskibe under Royal Arctic Lines VSA-sejlads med Eimskip. Nogle af de større skibe sejler som feedere fra Nuuk – der har atlantanløb hver uge - til de større byer i Syd- og Nordgrønland, mens en række mindre skibe forsyner bygderne. Disse bygdeskibe dækker alle yderdistrikter i Grønland. Det er rederiets hovedopgave at forsyne hver en by og bygd i Grønland. Derudover har Royal Arctic Line A/S en datterselskab Arctic Umiaq Line A/S som driver 1 passagerskib Sarfaq Ittuk.
I Danmark er koncernen repræsenteret ved Royal Arctic Line Danmark A/S. Her bookes og koordineres mere end 85.000 forsendelser om året. Samtidig driver Royal Arctic Line Danmark også stevedoring i filialen i Aalborg, og står dermed for den praktiske håndtering af gods der skal til eller fra Grønland, gennem Aalborg.
Royal Arctic Line A/S har cirka 850 medarbejdere tilsammen i Grønland og Danmark.
Royal Arctic Line A/S var tidligere en del af Den Kongelige Grønlandske Handel (KGH) som begyndte besejlingen af Grønland i 1774. Siden 1993 har selskabet haft sit nuværende navn. Selskabet er 100 % ejet af det Grønlandske Selvstyre.

## Havne
Havnen er i Danmark Aarhus Havn, mens de 13 havne på Grønland er:
- Aasiaat (April–December)
- Ilulissat (April–December)
- Maniitsoq
- Nanortalik
- Narsaq
- Nuuk (Hjemhavn)
- Paamiut
- Qaqortoq
- Qasigiannguit (ultimo April–December)
- Sisimiut
- Tasiilaq (Juli–Oktober)
- Upernavik (Juni–November)
- Uummannaq (Juni–November)